# Skull Mountain
Skull Mountain in Six Flags Great Adventure (Jackson, New Jersey, USA) ist eine Stahlachterbahn im Dunkeln vom Modell Indoor / Family Roller Coaster des Herstellers Intamin, die am 3. Juni 1996 eröffnet wurde.
Die 419,7 m lange Strecke wurde in ein großes, dunkles Gebäude gebaut und erreicht eine Höhe von 12,3 m. Die Höchstgeschwindigkeit beträgt 53,1 km/h und es entwickeln sich 2,3 g.

## Züge
Skull Mountain besitzt drei Züge mit jeweils sieben Wagen. In jedem Wagen können vier Personen (zwei Reihen à zwei Personen) Platz nehmen. Die Fahrgäste müssen mindestens 1,12 m groß sein, um mitfahren zu dürfen.